# Decisão unânime
Uma decisão unânime (DU) é um critério vencedor em vários esportes de combate de contato, como boxe, kickboxing, Muay Thai, artes marciais mistas (MMA) e outros esportes envolvendo golpes. Em uma decisão unânime, os três árbitros concordam que determinado lutador foi o vencedor do combate.
No boxe, cada um dos três juízes mantém uma pontuação (round por round) de qual lutador eles sentem que está ganhando (e perdendo). Uma decisão não é obrigada a ser unânime para um boxeador para que lhe seja dada uma vitória. A decisão unânime não deve ser confundida com uma decisão majoritária ou uma decisão dividida.